# Aramirim
Aramirim é um distrito do município brasileiro de Açucena, no interior do estado de Minas Gerais. Segundo o censo demográfico de 2022, realizado pelo Instituto Brasileiro de Geografia e Estatística (IBGE), sua população era de 1 839 habitantes e havia 673 domicílios particulares permanentes ocupados. Possui área de 243,88 km² conforme a Fundação João Pinheiro (FJP). Foi criado pela lei nº 1.039 de 12 de dezembro de 1953.
De acordo com o IBGE, em 2010 a população era de 2 363 habitantes e havia 805 domicílios particulares.